# Sveriges smartaste barn
Sveriges smartaste barn är ett svenskt familjeunderhållningsprogram från 2007 som sändes på TV3.
40 000 sökande gallrades i två tuffa tester ut till bara 56 kvar. De fick sedan tävla i sju delfinaler med målet att gå vidare till finalen där 50 000 kronor stod på spel.